# Liste der Monuments historiques in Fameck
Die Liste der Monuments historiques in Fameck führt die Monuments historiques in der französischen Gemeinde Fameck auf.

## Liste der Bauwerke
| Bezeichnung       | Beschreibung              | Standort                                      | Kennzeichnung | Schutzstatus | Datum     | Bild           |
| ----------------- | ------------------------- | --------------------------------------------- | ------------- | ------------ | --------- | -------------- |
| Kirche St-Nicolas | im 11. Jahrhundert erbaut | Morlange-lès-Rémelange, rue Saint-Roch (Lage) | PA00106759    | Classé       | 1845 1846 | weitere Bilder |

## Liste der Objekte
| Bezeichnung                   | Beschreibung                     | Standort                                                | Kennzeichnung | Schutzstatus | Datum | Bild |
| ----------------------------- | -------------------------------- | ------------------------------------------------------- | ------------- | ------------ | ----- | ---- |
| Skulptur Madonna mit Kind     | aus dem 14. oder 15. Jahrhundert | Morlange-lès-Rémelange, in der Kirche St-Nicolas (Lage) | PM57000906    | Inscrit      | 1996  |      |
| Skulptur Unterweisung Mariens | aus dem 14. Jahrhundert          | Budange-sous-Justemont, in der Kapelle Ste-Anne (Lage)  | PM57000907    | Inscrit      | 1996  |      |